# Termitotrox ancoroides
Termitotrox ancoroides (лат.) — вид термитофильных пластинчатоусых жуков из подсемейства Termitotroginae. Ареал: Африка. Обнаружены в грибных садах в термитниках представителей семейства Termitidae (Isoptera).

## Описание
Красновато-коричневые мелкие безглазые и бескрылые жуки. Длина тела около 2 мм. От близких видов отличается полным срединным валиком переднеспинки, идущим от вершины до основания и прерванным парамедианным валиком. Усики 9-члениковые. 3-члениковая булава усиков желтовато-коричневая. Переднеспинка красновато-коричневая и уже чем надкрылья; несёт почти симметричный рисунок из примерно 9 продольных валиков (рёбер): срединный, парамедианный (paramedian), боковой, сублатеральный и маргинальный. Пронотум с выемкой посередине и плоским роговидным выступом (в задней части), направленным назад. Бёдра и тазики расширенные, лапки короткие. Надкрылья выпуклые, бороздчатые. Лапки 5-члениковые с простыми парными коготами. Брюшко с 5 стернитами.
Вид Termitotrox ancoroides был впервые описан в 1956 году по материалам из Африки под первоначальным названием Corythoderus ancoroides Petrovitz, 1956, а его валидный статус подтверждён в 2008 году в ходе родовой ревизии голландским энтомологом Яном Криккеном (Jan Krikken; National Museum of Natural History Naturalis, Лейден, Нидерланды).